# Scoparia ingratella
Scoparia ingratella là một loài bướm đêm trong họ Crambidae.